# Follow You
Follow You è un singolo del gruppo musicale britannico Bring Me the Horizon, il quarto estratto dal loro quinto album in studio That's the Spirit, pubblicato il 26 febbraio 2016 dalla Sony Music.

## Video musicale
Il video ufficiale del brano, diretto da Oliver Sykes e Frank Borin, è stato pubblicato il 16 marzo 2016 sul canale YouTube del gruppo.

## Tracce
Testi di Oliver Sykes, musiche dei Bring Me the Horizon.
1. Follow You – 3:51

## Formazione
Bring Me the Horizon
- Oliver Sykes – voce
- Lee Malia − chitarra
- Matt Kean − basso
- Matthew Nicholls − batteria, percussioni
- Jordan Fish − tastiera, sintetizzatore, programmazione, cori

Altri musicisti
- Maddie Cutter − violoncello
- Will Harvey − violino

## Classifiche
| Classifica (2015)          | Posizione massima |
| -------------------------- | ----------------- |
| Regno Unito                | 95                |
| Stati Uniti (rock)         | 40                |
| Classifica (2016)          | Posizione massima |
| Regno Unito (physical)     | 4                 |
| Regno Unito (vinyl)        | 3                 |
| Regno Unito (rock & metal) | 1                 |